# Kurt Cuno
Kurt Cuno (* 27. August 1896 in Zweibrücken; † 14. Juli 1961 in München) war ein deutscher Offizier, zuletzt Generalleutnant im Zweiten Weltkrieg.

## Leben
Cuno diente als Offizier im Ersten Weltkrieg. Nach Ende des Krieges übernahm ihn die Reichswehr und er wurde in verschiedenen Einheiten eingesetzt. In der Wehrmacht führte er im Zweiten Weltkrieg als Kommandeur unter anderem kurzzeitig die 3. Panzergrenadier-Division sowie die 233. Reserve-Panzer-Division von August 1943 bis Juni 1944.

## Auszeichnungen
- Eisernes Kreuz (1914) II. und I. Klasse
- Verwundetenabzeichen (1918) in Schwarz
- Spange zum Eisernen Kreuz II. und I. Klasse
- Deutsches Kreuz in Gold am 14. Januar 1942
- Ritterkreuz des Eisernen Kreuzes am 18. Januar 1942[1][3]